# Zbigniew Jabłoński (działacz sportowy)
Zbigniew Jabłoński (ur. 29 sierpnia 1933 w Gdyni, zm. 20 listopada 2012) – polski milicjant i działacz sportowy. Od 22 listopada 1986 do 6 czerwca 1989 roku prezes Polskiego Związku Piłki Nożnej.

## Życiorys
Absolwent wydziału dziennikarskiego Uniwersytetu Warszawskiego, w latach 1956–1991 pracownik resortu spraw wewnętrznych (m.in. zastępca komendanta stołecznego, komendant wojewódzki MO w Krakowie, dyrektor Biura Kryminalnego KG MO). Od 1972 do 1981 prezes Wisły Kraków, członek zarządu PZPN od 1972 (m.in. wiceprezes). Po rezygnacji Edwarda Brzostowskiego został Prezesem PZPN.